# Whopper
Whopper er navnet på den internationale fastfoodkæde Burger Kings formentligt mest kendte burger, som udgør "flagskibet" i kædens menu. Den består af: Underbolle, grillet bøf af oksekød (på 120 g før grilning), fire skiver syltede agurker (pickles), løg, ketchup, to tomat-skiver, icebergsalat, 21 g mayonnaise og overbolle med sesam.
Whopperen fås i flere varianter:
- "Whopper Cheese" (den mest kendte variant), med ost
- "Bacon Whopper", med bacon
- "Bacon Whopper Cheese", med både bacon og ost
- "Whopper Junior" ("Whopper Jr"), som Whopperen, bare mindre
- "Double Whopper", med to bøffer
- "Tripple Whopper", med tre bøffer

Ved særlige kampagner fører kæden flere varianter, herunder en Chicken Whopper med en filet af grillet kylling i stedet for oksekød. Denne indeholder dog kun mayonnaise, icebergsalat og tomat.